# یواس‌اس اسکانر (ای‌جی‌آر-۵)
یواس‌اس اسکانر (ای‌جی‌آر-۵) (به انگلیسی: USS Scanner (AGR-5)) یک کشتی بود که طول آن ۴۴۱ فوت ۶ اینچ (۱۳۴٫۵۷ متر) بود. این کشتی در سال ۱۹۴۵ ساخته شد.